# Chamigny
Chamigny (ʃa.mi.ɲiⓘ) es una población y comuna francesa, en la región de Isla de Francia, departamento de Sena y Marne, en el distrito de Meaux y cantón de La Ferté-sous-Jouarre.

## Demografía
| 436 | 496 | 769 | 1118 | 1237 | 1145 |
| Para los censos de 1962 a 1999 la población legal corresponde a la población sin duplicidades (Fuente: INSEE [Consultar]) |     |     |      |      |      |